# Succinea piratarum
Succinea piratarum és una espècie de gastròpode eupulmonat terrestre de la família Succineidae.

## Hàbitat
És terrestre.

## Distribució geogràfica
És un endemisme de Guam.